# KF Gjakova
KF Gjakova kosovski je nogometni klub iz Đakovice. U sezoni 2022./23. zauzeo je 14. mjesto u Liga e Dytë (treći rang kosovskog nogometnog sustava) i time je ispao u niži rang.
Dok se natjecao u jugoslavenskim nogometnim ligama bio je poznat kao FK Đakovica.

## Povijest
Klub je osnovan 1961. godine.
Nakon što je Kosovo postalo neovisna država, klub je sudjelovao u državnom prvenstvu.
U sezoni 2008./09. osvojio je 10. mjesto, a 2009./10. 15. mjesto čime je izgubio prvoligaški status.

## Vanjske poveznice
- Futbolli 1991-2011 20 vjet mëvetësim